# Matteo Nigetti

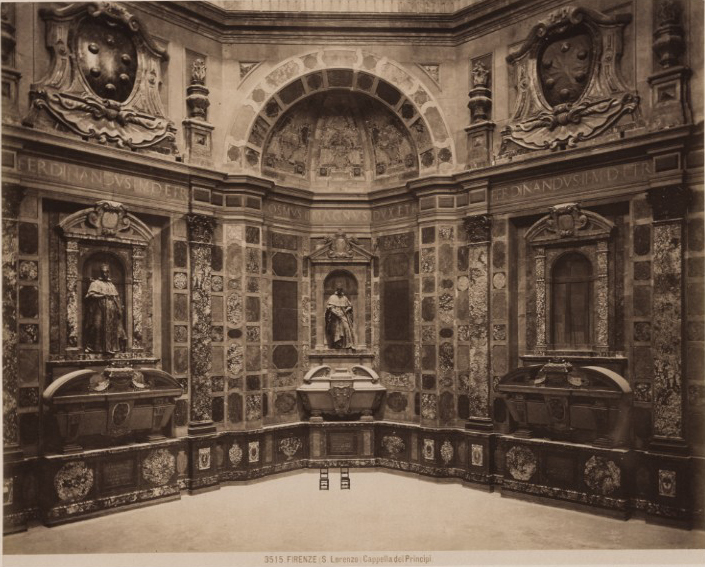
Interior de la Capilla de los Príncipes en la Basílica de San Lorenzo de Florencia.

Matteo Nigetti (Florencia,  7 de enero de 1570 -  13 de diciembre de 1649) fue un arquitecto y escultor italiano.
Alumno y ayudante de Bernardo Buontalenti trabajó con el maestro, por ejemplo en la obra inacabada Palazzo Nonfinito en Florencia (1593).
Junto con su maestro permaneció en la órbita de los arquitectos de la corte del Gran Duque, realizando, lo que es recordado como su obra maestra, la Capilla de los Príncipes, en la Basílica de San Lorenzo de Florencia, o la capilla funeraria de los Medici. Financiado por el gran duque Fernando I de Médici y con en el diseño del hermano del Gran Duque Don Giovanni de Medici y de Alessandro y Pieroni, pasó más de cuarenta años de su vida en completar esta obra grandiosa, desde 1604 hasta su muerte en 1648.
El Nigetti fue el supervisor general y coordinador del trabajo, que los escultores que concluían pintores, escultores, y maestros de mosaico que realizaron las magníficas incrustaciones de piedras preciosas que cubren toda la superficie interior.
Se deben a su iniciativa el alzamiento de la estructura, mediante la adición de un tambor y la cúpula, además del esquema de las decoraciones en rectángulos verticales y policromados que recuerda la capilla del Santo Spirito. Las ventanas con los marcos de diseño ecléctico se atribuyen a su diseño.
A Nigetti se considera de los arquitectos barrocos más importantes de Florencia, en la ciudad del renacimiento llegó mucho más tarde que en otros lugares en Italia y con un aspecto muy sobrio y moderado.
Otra obra de prestigio de un gran esfuerzo fue la construcción de la iglesia de Santi Michele e Gaetano, de nuevo en Florencia. Suya fue, también, la parte frontal de la  iglesia de Ognissanti (reconstruida en el siglo XIX con travertino), además de la entrada de la Iglesia de Nuestra Señora della Tosse, el Oratorio de Vanchetoni, el Oratorio de San Felipe y Jacob, y así sucesivamente.